# Condado de Barton
O Condado de Barton é um dos 114 condados do estado americano de Missouri. A sede do condado é Lamar, e sua maior cidade é Lamar. O condado possui uma área de 1 546 km² (dos quais 6 km² estão cobertos por água), uma população de 12 541 habitantes, e uma densidade populacional de 8 hab/km² (segundo o censo nacional de 2000). O condado foi fundado em 1855.